# Йодоцианопиндолол
Йодоцианопиндолол (МНН) — это лекарство, структурно связанное с пиндололом и цианопиндололом, и являющееся одновременно β1-селективным адреноблокатором и антагонистом 5-HT1A-рецепторов. Его меченый короткоживущим радиоактивным изотопом йода вариант 125I-йодоцианопиндолол широко используется в ауторадиографическом изучении распределения β1-адренорецепторов в организме.